# Alcedo (Álava)
Alcedo es un concejo del municipio de Lantarón, en la provincia de Álava, País Vasco, España. 

## Toponimia
Figuran varias denominaciones de la localidad como Elcetu, Elceto (1039, 1057), Alsedo (1383), Alçedo (1419), Alçedo (1422), Alcedo (1442).

## Geografía física
El concejo está situado a 559 metros de altitud, con unas amplías e interesantes vistas del valle de Miranda de Ebro y los montes Obarenes, así como de parte del valle de Valdegovía y la sierra de Árcena. El monte Bachicabo (1200 m s. n. m.) y su confluencia con los Obarenes en torno al desfiladero de Sobrón.
La localidad más cercana, y su acceso normal por carretera, es el pueblo de Bergüenda, que es cruzado por la carretera A2625, y a cuyo ayuntamiento pertenecía antiguamente.
En los alrededores del concejo nace el río homónimo, afluente del Omecillo, a su vez afluente del cercano Ebro. Aunque el concejo en sí no tiene demasiada vegetación, está sí es rica saliendo de este y subiendo en dirección a Villambrosa, donde son abundantes las zonas boscosas, principalmente de roble marojo y encina.
|                  | Norte: Espejo    |             |
| Oeste: Bachicabo |                  | Este: Arreo |
|                  | Sur: Villambrosa |             |

## Demografía
| Gráfica de evolución demográfica de Alcedo entre 2000 y 2017 |
|                                                              |
| Población de derecho según los censos de población del INE.  |

## Historia
Perteneció al reino de Navarra, hasta su apropiación por Alfonso de Castilla en el año 1200. Del castillo del lugar, enclavado en otros tiempos en la proximidad occidental del pueblo, sólo quedan ruinas.
A pesar de su tamaño, en el siglo XIX tenía varios maestros canteros y quizás antiguamente hubiese boteros en la población, ya que este es el apodo que han recibido históricamente sus habitantes.

## Cultura

### Patrimonio material
- Iglesia de San Martín del siglo XVIII-XIX. Conserva restos de iglesia románica de planta muy diferente de la actual. Destacables la ventana románica y Andra Mari de la capilla sur y la capilla norte del siglo XVI, resaltando sus pinturas murales que representan el calvario. También es interesante el retablo del siglo XV, situado en la actualidad en la pared norte de nave central.[8]
- Ermita de Santiago.[9]
- Fuente-abrevadero-lavadero. Fuente vieja.[10]
- Fuente, abrevadero y lavadero situado en el centro de la localidad. La tripleta data de 1913, tal y como consta en una inscripción de la pilastra, fruto de un exitoso intento de acercar el servicio a los habitantes que antes tenían que desplazarse hasta la otra tripleta neoclásica de la población y fuente vieja, situada en las afueras del núcleo.[11]
- Juego de bolos.[12]
- Humilladero ubicado en las afueras de la localidad.[13]
- Antiguamente tuvo dos torres, una de ellas correspondiente a la defensa del antiguo condado de Lantarón, de las cuales hoy en día sólo constan algunas ruinas.[14]
- Al norte de Alcedo, se conserva el término "El Molino", junto al arroyuelo del mismo nombre que desciende hacia Bergüenda para unirse al Omecillo. En 1738 se construyó el molino propiedad del concejo. Sus escasos restos están cubiertos por el agua.[15]

### Patrimonio inmaterial
- Romería de Nuestra Señora de Quijera: se celebra el sábado siguiente al Corpus Christi. Esta ermita estaba ubicada en el lugar que quedó inundado por el pantano de Sobrón en la década de 1960. Participa vecindad de los pueblos de Alcedo, Bergüenda, Puentelarrá, Sobrón y Villanueva Soportilla (Burgos).

- Fiestas patronales el último fin de semana de agosto.[16]